# فيل هانسن (لاعب كرة قدم أمريكية)
فيل هانسن (بالإنجليزية: Phil Hansen)‏ هو لاعب كرة قدم أمريكية أمريكي، ولد في 20 مايو 1968 في أواكس في الولايات المتحدة.

## وصلات خارجية
- فيل هانسن على موقع مرجع كرة القدم المحترفة.كوم (الإنجليزية)